# Мхітарян Гамлет Володимирович
Гамлет Володимирович Мхітарян (вірм. Համլետ Վոլոդյայի Մխիթարյան; нар. 24 листопада 1973, Єреван, Вірменська РСР) — радянський та вірменський футболіст, півзахисник.

## Клубна кар'єра
У 2005 році Мхітарян був близький до підписання контракту з шотландським клубом «Гартс», однак контракт так і не був підписаний між двома сторонами. У жовтні 2006 року він укладає контракт з тегеранським клубом ПАС, який виступає у вищій лізі першості іранського чемпіонату. Після завершення чемпіонату Мхітарян перебирається в інший столичний клуб «Рах Ахан». Після двох сезонів він приймає пропозицію єреванського «Бананца» і повертається на батьківщину. Не догравши сезон, вирушив до Ірану, де підписав контракт з гілянським «Дамашем». Протягом одного сезону захищав кольори клубу «Парсех Тегеран». Останнім в Ігровій кар'єрі Мхітаряна став клуб «Гахар Загрос».

## Кар'єра в збірній
У період з 1994 по 2008 рік Гамлет Мхітарян захищав кольори національної збірної Вірменії з футболу. Дебют за національну команду відбувся в матчі проти збірної США 15 травня 1994 року.

## Досягнення
Арарат (Єреван)
- Прем'єр-ліга
  -  Чемпіон (1): 1993

- Кубок Вірменії
  -  Володар (3): 1993, 1994, 1995
  -  Фіналіст (1): 2001

Кілікія
- Прем'єр-ліга
  -  Чемпіон (2): 1995/96, 1996/97

- Кубок Вірменії
  -  Володар (1): 1995/96

- Суперкубок Вірменії
  -  Володар (1): 1997
  -  Фіналіст (1): 1996

МТЗ-РІПО
- Кубок Білорусі
  -  Володар (1): 2005